# Laponia (Finlandia)
Laponia (fiń. Lappi) – jedna z dziewięciu krain historycznych Finlandii. Stanowi część Laponii, regionu geograficznego obejmującego północną część Fennoskandii.
Laponia jest najbardziej na północ wysuniętą krainą historyczną Finlandii, graniczącą od zachodu i północy ze Szwecją i Norwegią oraz od wschodu z Rosją. Od południa kraina graniczy z Ostrobotnią. Kraina stanowi północną część regionu administracyjnego Laponia.
Do 1809 roku należąca obecnie do Finlandii część krainy stanowiła wschodnią część szwedzkiej prowincji historycznej (landskap), Laponii (szw. Lappland).